# La Chapelle-Saint-Ouen
La Chapelle-Saint-Ouen è un comune francese di 99 abitanti situato nel dipartimento della Senna Marittima nella regione della Normandia.

## Società

### Evoluzione demografica
Abitanti censiti